# 11500 Tomaiyowit
11500 Tomaiyowit è un asteroide near-Earth della famiglia Apollo con un diametro medio di circa 0,7 km. Scoperto nel 1989, presenta un'orbita caratterizzata da un semiasse maggiore pari a 1,0796456 au e da un'eccentricità di 0,3557232, inclinata di 10,31053° rispetto all'eclittica.
L'asteroide è dedicato all'omonima divinità rappresentante la madre terra nella cultura dei Luiseño.